# Pachycopsis aurata
Pachycopsis aurata är en fjärilsart som beskrevs av W. Warren 1904. Pachycopsis aurata ingår i släktet Pachycopsis och familjen mätare. Inga underarter finns listade i Catalogue of Life.